# Ruth Langer
Ruth Langer (geb. 21. Mai 1921 in Wien; gest. 2. Mai 1999 in London) war eine österreichisch-britische Schwimmerin.

## Leben
Ruth Langer begann mit 11 Jahren im jüdischen Sportverein Hakoah Wien ihre Schwimmkarriere. Sie galt bereits mit 14 Jahren als Schwimmwunder, als sie 1936 die österreichischen Rekorde über 100 m und 400 m Freistil brach und über diese Distanzen österreichische Meisterin wurde. Sie wurde trotz ihrer Jugend 1936 für die österreichische Olympiamannschaft nominiert. Als Zeichen des Protests gegen die NS-Politik und die Misshandlung der Juden in Deutschland boykottierte sie aber gemeinsam mit den anderen Schwimmerinnen der Hakoah Wien Judith Deutsch und Lucie Goldner sowie mit einer Reihe weiterer jüdischer Sportler die Olympischen Spiele 1936 in Berlin.
Obwohl ihre Weigerung, bei den Olympischen Spielen anzutreten, sowohl nach den Vorschriften des IOC als auch des ÖOC zulässig war, wurden die Schwimmerinnen Deutsch, Goldner und Langer wegen „grober Missachtung des olympischen Geistes“ und weil sie dem „österreichischen Sport schweren Schaden“ zugefügt hätten, durch den Österreichischen Schwimmverband lebenslang gesperrt und ihnen alle Titel aberkannt. Erst nach massiven internationalen Protesten wurde die Sperre auf zwei Jahre reduziert. Die Tilgung ihrer Rekorde wurde erst 1995 aufgehoben.
Nach dem Anschluss Österreichs 1938 gelang es Langer, mit einem gefälschten Taufschein nach Italien zu fliehen. Sie erhielt schließlich im Vereinigten Königreich Asyl, wo sie bereits 1939 einen neuen britischen Rekord aufstellte, indem sie auf der Themse die Strecke von der Kew Bridge zur Putney Bridge (etwa 5 Meilen bzw. 8 km) in 74 Minuten und 4 Sekunden zurücklegte. Nach Ausbruch des Zweiten Weltkriegs wurde sie als „feindliche Ausländerin“ in Bath interniert, es wurde ihr aber bald erlaubt, wieder nach London zurückzukehren. Sie heiratete John Lawrence und lebte bis zu ihrem Lebensende in London.
Als sie kurz vor den Olympischen Spielen 1996 gefragt wurde, ob sie ihre Boykott-Entscheidung bereue, sagte sie zu Reuters: „Immer wenn Olympische Spiele stattfinden, tut mir mein Herz weh. Das ist etwas, das ein Leben lang bleibt. Die Olympiateilnahme war eine sich nur einmal im Leben bietende Chance, aber als Jüdin war es für mich einfach undenkbar, an den Wettkämpfen in Nazi-Deutschland teilzunehmen, wo die Angehörigen meines Volkes verfolgt wurden.“